# Anna von Mentzer
Anna von Mentzer, född Ruth Anna Elisabeth von Mentzer 20 november 1888 i Vetlanda, Jönköpings län, död 12 december 1959 i Oscars församling, Stockholm, var en svensk skådespelare.
Hon var dotter till politikern Carl von Mentzer och hans hustru Anna Bagge.

## Filmografi
- 1927 – Hin och smålänningen